# Cryptolepis gossweileri
Cryptolepis gossweileri är en oleanderväxtart som beskrevs av Spencer Le Marchant Moore. Cryptolepis gossweileri ingår i släktet Cryptolepis och familjen oleanderväxter. Inga underarter finns listade i Catalogue of Life.